# Gore
Gore — восьмий студійний альбом американського альтернативного метал-гурту Deftones, представлений 8 квітня 2016 року на лейблі Reprise Records. Альбом отримав схвалення від критиків, дебютував на першій позиції у Новій Зеландії та Австралії та другій — в американському Billboard 200.

## Передісторія та запис
У березні 2014 поки Морено був у турі із гуртом Crosses на підтримку їхнього дебютного альбому, інші учасники Deftones розпочали роботу над новим диском. Раніше Deftones повідомляли про намір записати альбом наприкінці 2014 або на початку 2015. У кінці лютого 2015, одразу після того, як гурт закінчив записувати ударні, Морено розповів Rolling Stone, що він очікує завершення роботи над платівкою до кінця березня, і що гурт записав 16 композицій. Музикант описав альбом як «дещо більш п'янкий» ніж попередній.
У травні 2015 Морено в інтерв'ю Kerrang! розповів, що «пісні відображають різний настрій», а також додав, що це не «весела платівка», але також і «не зовсім серйозний запис».

## Випуск та реакція критиків
Випуск альбому було заплановано орієнтовно на 25 вересня 2015 року, а пізніше перенесено на кінець листопада, оскільки все ще проводились завершальні роботи над композиціями, обкладинкою та іншими елементами платівки. 26 жовтня 2015 барабанщик гурту Абе Каннінгем повідомив, що гурт все ще працює над альбомом, і що випуск відбудеться у першій частині 2016. 22 січня 2016 Стівен Карпентер в інтерв'ю під час NAMM Show оголосив дату виходу платівки — 8 квітня 2016.
27 січня 2016 гурт опублікував тизер нового відео на своєму сайті із уривками композицій нового альбому та підтвердив назву нової роботи — Gore.
Перед релізом безпосередньо платівки гурт представив 3 сингли: 4 лютого — «Prayers/Triangles», 16 березня — «Doomed User» та 4 квітня — «Hearts/Wires».
Gore був позитивно сприйнятий музичними критиками. На ресурсі Metacritic альбом отримав 81 бал із 100 на основні 26 оглядів, що свідчить про «загальне одобрення».

## Список композицій
| #     | Назва                 | Тривалість |
| ----- | --------------------- | ---------- |
| 1.    | «Prayers/Triangles»   | 3:38       |
| 2.    | «Acid Hologram»       | 4:06       |
| 3.    | «Doomed User»         | 4:27       |
| 4.    | «Geometric Headdress» | 3:29       |
| 5.    | «Hearts/Wires»        | 5:21       |
| 6.    | «Pittura Infamante»   | 4:04       |
| 7.    | «Xenon»               | 3:17       |
| 8.    | «(L)MIRL»             | 5:02       |
| 9.    | «Gore»                | 4:59       |
| 10.   | «Phantom Bride»       | 4:53       |
| 11.   | «Rubicon»             | 4:58       |
| 48:14 |                       |            |